# 塞南 (塔拉戈纳省)
塞南，是西班牙加泰罗尼亚塔拉戈纳省的一个市镇。总面积12平方公里，总人口35人（2001年），人口密度3人/平方公里。